# Centralna Liga Juniorów w piłce nożnej
Centralna Liga Juniorów (CLJ) – klasa męskich ligowych rozgrywek piłkarskich w Polsce, przeznaczona dla drużyn juniorów starszych i juniorów młodszych. Zwycięzca rozgrywek „CLJ Starszych” zostaje Mistrzem Polski juniorów starszych, a zwycięzca „CLJ Młodszych” zostaje Mistrzem Polski juniorów młodszych. Zwycięzca rozgrywek dostaje prawo do gry w Lidze Juniorów UEFA. 
Utworzona w roku 2013 (sezon 2013/2014) zamiast Młodej Ekstraklasy.
CLJ starszych składało się do sezonu 2018/19  z dwóch 16-zespołowych grup:
- Grupa zachodnia[2]
- Grupa wschodnia[3]

Do fazy mistrzowskiej przechodziły zespoły z miejsc 1 i 2 w każdej grupie.
CLJ młodszych składa się z czterech 8-zespołowych grup:
- Grupa A (Łódzki ZPN, Mazowiecki ZPN, Podlaski ZPN, Warmińsko-Mazurski ZPN)
- Grupa B (Kujawsko-Pomorski ZPN, Pomorski ZPN, Wielkopolski ZPN, Zachodniopomorski ZPN)
- Grupa C (Dolnośląski ZPN, Lubuski ZPN, Opolski ZPN, Śląski ZPN)
- Grupa D (Lubelski ZPN, Małopolski ZPN, Podkarpacki ZPN, Świętokrzyski ZPN)[4]

## Mistrzowie CLJStarszychod sezonu 2018/2019[5]
- Sezon 2018/2019: Korona Kielce[6]
- Sezon 2019/2020: Górnik Zabrze[7]
- Sezon 2020/2021: Pogoń Szczecin[8]
- Sezon 2021/2022: Zagłębie Lubin[9]
- Sezon 2022/2023: Lech Poznań[10]
- Sezon 2023/2024: Legia Warszawa[11]
- Sezon 2024/2025: Legia Warszawa[12]